# Sumatratiger
Sumatratiger (Panthera tigris sumatrae) är en underart till tiger, som förekommer endemiskt på den indonesiska ön Sumatra. Det uppskattas att det finns mellan 400 och 500 tigrar i det vilda på ön.

## Systematik

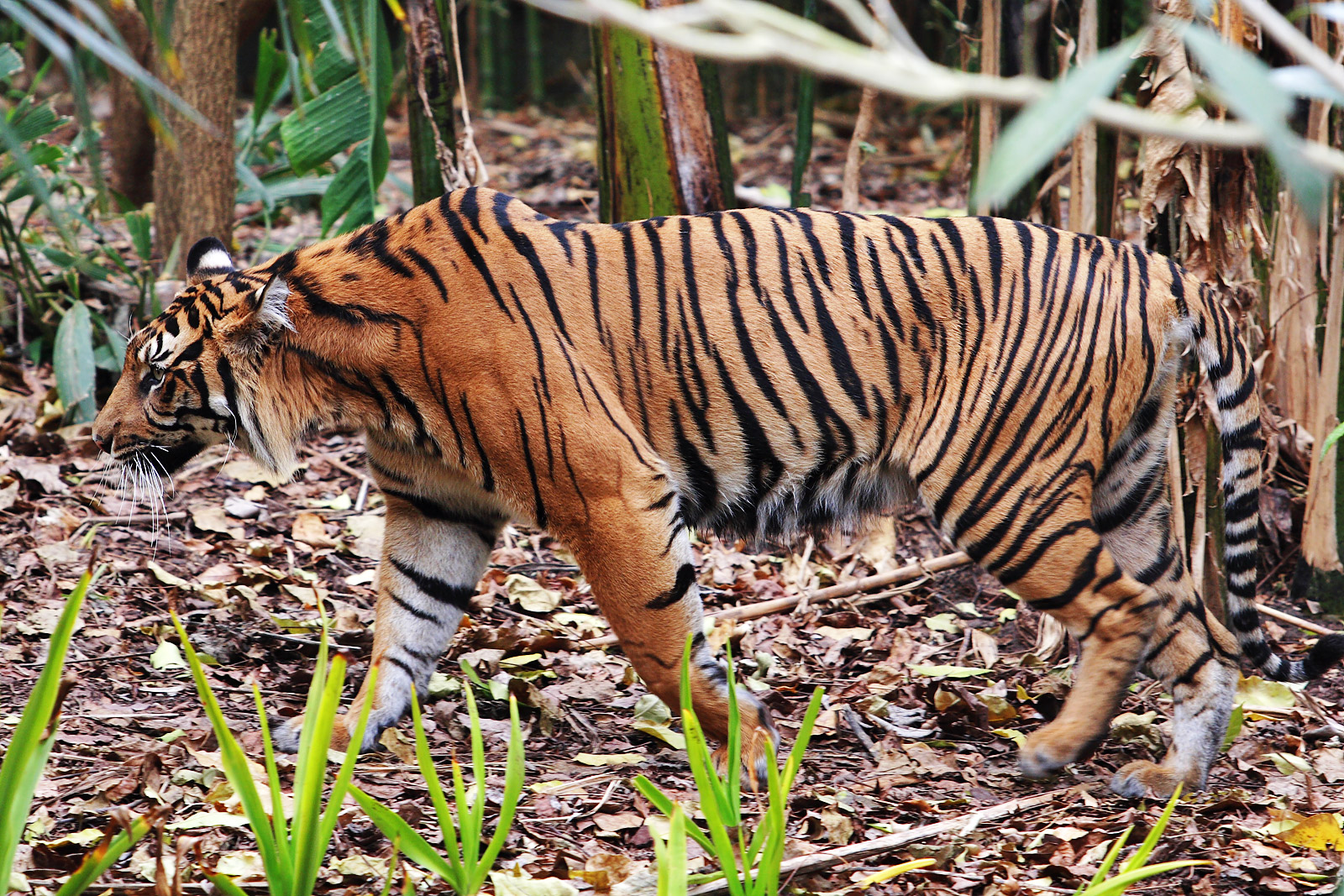
Sumatratiger på Melbourne Zoo.

Sumatratigern är en av tre underarter av tiger som förekommer isolerat på öar.
DNA-studier stödjer hypotesen att sumatratiger är distinkt i förhållande till fastlandspopulationen och borde kanske därför kategoriseras som en egen art.

## Utseende
Sumatratigern är den minsta av tigerns underarter. En fullvuxen hane kan vara runt 2,3 meter lång ifrån huvud till svans och väga upp emot 140 kg. En hona är mindre och lättare. Honan kan väga drygt 90 kg och vara ungefär 2 meter lång huvud till svans. Sumatratigern har smalare ränder än de andra tigrarna och hanarna har oftast en man. Deras storlek gör det lättare för dem att röra sig i undervegetationen.

## Ekologi
En Sumatratiger kan leva i 15 år ute i det vilda, medan en tiger i fångenskap kan leva i upp till 20 år. Den har en varierad kost beroende av tillgång på bytesdjur. Tigerns sinnen som hörsel och syn är skarpa och de lever ensamma och jagar på natten. Deras byte är för det mesta vildsvin, hjort och fisk. Tigrarna är duktiga simmare.